# FileZilla Server
FileZilla Server là trình chủ FTP mã nguồn mở, tự do cho Microsoft Windows. Mã nguồn được lưu trữ trên SourceForge.net.

## Chức năng
Filezilla Server hỗ trợFTP và FTPS (FTP trên SSL/TLS). Bao gồm rất nhiều chức năng, trong đó:
- Giới hạn băng thông tải lên và tải xuống
- Nén
- Mã hóa với SSL/TLS (for FTPS)
- Ghi sự kiện (cho ghở rối và các thông tin lưu lượng thời gian thực)
- Giới hạn truy cập mạng nội bộ hoặc chỉ có internet

user connections manager trong FileZilla Server - hiện thị phía dưới cửa sổ, cho phép quản trị viên quan sát những kết nối hiện tại, ai đang tải lên tải xuống... Quản trị viên có thể ngắt một phiên khách hoặc khóa IP của người dùng. Trình quản lý này hiển thị thông tin theo thời gian thực của mỗi tập tin khi được chuyển giao.